# Friedrich Voigt (Puppenhersteller)
Friedrich Voigt (Frivona) war der Name einer im 19. Jahrhundert in Thüringen gegründeten Puppen-Manufaktur mit Sitz in Sonneberg.

## Geschichte
Das im Jahr 1879 gegründete Unternehmen stellte ab etwa 1904 Puppenköpfe aus Holz, Celluloid sowie Biskuitporzellan her. Als Schutzmarke verwendete sie mit einem Teil der Initialen der Firma die Marke Frivona, als Wort-Bild-Marke vor den Strahlen einer aufgehenden Sonne, darin der Buchstabe S sowie das Gründungsjahr 1879. Das Unternehmen bestand noch in den 1930er Jahren.